# Anastácia, a Mulher sem Destino
Anastácia, a Mulher sem Destino é uma telenovela brasileira produzida e exibida pela TV Globo de 28 de junho a 16 de dezembro de 1967, em 125 capítulos. Substituiu A Sombra de Rebecca e foi substituída por Sangue e Areia, sendo a 4ª "novela das oito".  
Baseada no folhetim francês A Toutinegra do Moinho, de Émile de Richebourg, foi adaptada por Emiliano Queiroz e na reta final por Janete Clair, sob direção de Henrique Martins.  
Devido aos inúmeros problemas, passou a ser considerada nas décadas seguintes como a pior telenovela da emissora.

## Sinopse

### Primeira fase
Apesar de baseada em A Toutinegra do Moinho, a trama guarda poucas semelhanças com o original. A história se passa na França, no século XVIII, quando aperta o cerco aos republicanos espalhados por todo o país. Em Paris, Henri Monfort (Henrique Martins) é um dos que lutam contra a monarquia vigente na época. Casado com Anastácia (Leila Diniz), ele planeja a fuga de sua família para o Castelo de Monfort, propriedade que acabara de herdar. Mas, na hora da partida, é preso, fazendo com que Anastácia e a filha recém-nascida do casal, Henriette, sigam sozinhas.
Vítimas de uma emboscada, as duas são separadas: Anastácia acaba prisioneira em um navio corsário; e Henriette passa a ser criada pelos camponeses Pierre (Ênio Santos) e Gaby (Míriam Pires), que desconhecem sua origem. A falta de notícias da filha faz com que Anastácia, aos poucos, enlouqueça.
Paralelamente, se desenrola a trama de Blanche (Aracy Cardoso), filha do Marquês de Serval. Com a morte de Bernard (Hugo Santana), seu grande amor, ela acaba se rendendo ao pedido do pai e casa-se com o comandante Fábio Orsini (Edson França), sem saber que está grávida. O filho de Blanche nasce quando seu marido está em uma expedição em alto mar. Antes de ser entregue à mãe, no entanto, o bebê é raptado pelo marquês e entregue aos camponeses Gaby e Pierre, os mesmos que cuidam de Henriette. Blanche acredita que a criança nascera morta.
Quando retorna de sua longa viagem, Fábio descobre que a mulher teve um filho durante sua ausência e que, ao contrário do que todos acreditam, ele está vivo. Ao ficar sabendo da verdade, Blanche passa a dedicar sua vida à busca pela criança, indo quase à loucura.

### Segunda fase
Quando Janete Clair assume a autoria da novela, acontece uma guinada na história. Para se livrar do excesso de personagens criados por Emiliano Queiroz, que dificultava o entendimento da trama pelo público, a autora usa como recurso uma passagem de tempo de 20 anos. Com a eliminação de grande parte dos personagens por conta de um terremoto, os filhos de Anastácia (Leila Diniz) e Blanche (Aracy Cardoso) – Henriette e Roger, respectivamente – assumem papel de destaque na trama.
No intuito de agradar Blanche, que sempre o tratou com desprezo, Fábio (Edson França) diz à mulher que finalmente encontrou seu filho, Jean-Paul (Cláudio Cavalcanti). Na verdade, trata-se de um impostor. O menino tem um comportamento agressivo, mas Blanche está disposta a conquistar seu amor.
Já mais velhos e cansados, Gaby (Miriam Pires) e Pierre (Ênio Santos) encontram dificuldade para continuarem com as crianças. Henriette é adotada pelos duques de Forestier, assume a identidade de Rose, a filha morta do casal, e cresce sem nunca desconfiar de sua origem. Somente no final da trama, reencontra-se com Henri (Henrique Martins) e Anastácia. Roger, por sua vez, é deixado na porta da casa da família Orsini. Fábio o recebe e, ao descobrir que aquele é o legítimo filho de Blanche, decide esconder a verdade de sua esposa, dizendo tratar-se do neto de um antigo cocheiro. Resistente à ideia no início, Blanche acaba concordando em criá-lo, sempre deixando claro que existe uma diferença entre Roger e Jean-Paul.
Os dois crescem juntos. Roger (José Augusto Branco), preterido pela mãe, torna-se um grande cravista. E o interesse pela música acaba o aproximando de Rose/Henriette. Apesar da identificação quase imediata, eles não se recordam que foram criados juntos por Gaby e Pierre. Os dois se apaixonam e passam a viver um romance cheio de obstáculos, a começar pelos duques de Forestier, que não aprovam o envolvimento da filha com Roger. Jean-Paul, por sua vez, é cercado pelo amor e pelo carinho de Blanche. Mas, ao contrário do irmão, transforma-se num homem de caráter duvidoso. Ele também se encanta com Rose, formando assim um triângulo amoroso. A rivalidade entre Jean-Paul e Roger é o fio condutor da história nessa segunda fase da trama.
O conflito entre os dois jovens é acirrado quando Jean-Paul comete um assassinato, e Roger, atendendo ao pedido de Blanche, assume a culpa no lugar do irmão. Com isso, Rose acaba casando-se com Jean-Paul.
No final, o comandante Orsini revela à mulher que Roger é seu filho legítimo, deixando Blanche transtornada por tê-lo rejeitado durante anos. Jean-Paul confessa ser ele o assassino e, não resistindo ao cerco formado para capturá-lo, acaba se matando. Logo em seguida, Fábio descobre que o rapaz era seu filho, fruto de um relacionamento que tivera antes de casar-se com Blanche. A revelação deixa o comandante atormentado pela culpa de ter provocado a desgraça de seu próprio filho. Diante do sofrimento do marido, Blanche o perdoa por todo o mal que provocou com suas mentiras.
Roger, por sua vez, perdoa a mãe, pois entende que ela fora tão vítima da crueldade de Fábio quanto ele. Roger se transforma no maestro Orsini, conquistando toda a corte com sua música, e casa-se com Rose.

## Elenco
A telenovela chegou a ter mais de 100 personagens em seu elenco até Janete Clair assumir os roteiros. Leila Diniz interpretou a protagonista, Anastácia e, após a mudança nos roteiros, também sua filha. Além dela, três atores permaneceram no elenco nas duas "fases" da telenovela: Henrique Martins, Ênio Santos e Miriam Pires.
| Interprete          | Personagem                                       |
| ------------------- | ------------------------------------------------ |
| Leila Diniz         | Anastácia Forestier / Henriette (Rose Forestier) |
| Henrique Martins    | Henri de Monfort                                 |
| Aracy Cardoso       | Blanche de Serval                                |
| Hugo Santana        | Bernard                                          |
| Edson França        | Fábio Orsini                                     |
| Dary Reis           | Dunerville                                       |
| Neuza Amaral        | Helena                                           |
| Myriam Pires        | Gaby                                             |
| Ênio Santos         | Pierre                                           |
| José Augusto Branco | Roger                                            |
| Cláudio Cavalcanti  | Jean-Paul                                        |
| Paulo Gonçalves     | Tomé                                             |
| Yolanda Cardoso     | Zarolha                                          |
| Emiliano Queiroz    | Pepe                                             |
| Fábio Sabag         | Duque Jacques de Forestier                       |
| Lourdes Mayer       | Duquesa Ana de Forestier                         |
| Suely Franco        | Marie                                            |
| Paulo Padilha       | Marquês de Seval                                 |
| Gilberto Martinho   | Garan                                            |
| Luís Orioni         | Rodésio                                          |
| Marieta Severo      |                                                  |
| Hugo Carvana        |                                                  |
| Henriette Morineau  |                                                  |

## Produção
A trama se passava na França antiga e trazia uma linguagem erudita, confundindo o público, que rejeitou a história. Em setembro de 1967, após finalizar o sucesso Paixão Proibida na Rede Tupi, Janete Clair foi contratada pela Globo por um salário três vezes maior para tentar salvar a novela, afastando Emiliano Queiroz de sua própria obra.
Sem conseguir resolver a trama da maneira que estava, Janete promoveu um terremoto na ilha em que se passava a história, a qual eliminou mais de 100 personagens e deu um salto no tempo de 20 anos. A partir de então, Leila Diniz passou a se alternar em dois papéis, o de Anastácia mais velha e da filha dela. Apesar dos elogios ao texto de Janete, a novela não foi sucesso e não conseguiu ajudar emissora em seu plano para chegar ao primeiro lugar na audiência – naquela época inabalavelmente da Rede Tupi. Nas décadas seguintes passou a ser considerada um exemplo de como recuperar uma história mal escrita, ainda que não tenha alterado a audiência, embora também figurou como a pior obra já produzida pela Globo.
Hugo Carvana estreou na emissora fazendo uma participação e foi inserido como fixo na segunda fase.